# José Augusto de Araújo
José Augusto de Araújo (Feijó, 1 de janeiro de 1930 – Rio de Janeiro, 3 de maio de 1971) foi um historiador, geógrafo e político brasileiro com atuação no estado do Acre.

## Biografia
Filho de Raimundo Augusto de Araújo e Nair Correia de Araújo. Licenciado em geografia e história pela antiga Universidade do Estado da Guanabara exerceu o professorado em paralelo com a atividade política. Eleito suplente de deputado federal pelo Partido Trabalhista Brasileiro (PTB) em 1958, exerceu o mandato mediante convocação. Nas eleições de 1962, aproveitou a legislação vigente e conquistou um mandato de deputado federal, ao qual renunciou por ter sido eleito governador do Acre.[carece de fontes?]
Primeiro governador escolhido pelo voto popular após a criação do estado, teve o mandato cassado nos primeiros dias do ditadura militar instaurada em 1964. A cassação só seria revogada em 2014.

### Descendência política
Nas eleições estaduais do Acre de 2014 a advogada e procuradora, Nazareth Araújo, filha de José Augusto e da ex-deputada federal Maria Lúcia Araújo, foi eleita vice-governadora do estado na chapa de Tião Viana.